# 南岳
南岳（みなみだけ）は、長野県松本市と岐阜県高山市にまたがる飛騨山脈南部に位置する標高3,033 m（メートル）の山である。山域は中部山岳国立公園に指定されている。南岳と北穂高岳との間には大キレット（大切戸）と呼ばれる痩せ尾根の断崖絶壁が続く。

## 概要
南岳は3,000メートルを越える高峰であるが槍ヶ岳および穂高岳に挟まれた稜線上の一峰に過ぎず、これらの付属的な山とみなされ「…百名山」などに名を連ねることが無い。
山頂には点名が「北穂高」の三等三角点（所在地は、岐阜県高山市大字神坂字保高岳715番）が設置されている。
槍ヶ岳から穂高岳に延びる尾根の南端にあることから、1909年（明治42年）に鵜殿正雄により南岳と命名された。

## 登山

### 登山ルート
槍ヶ岳からの縦走ルート　槍ヶ岳 - 槍ヶ岳山荘 - 飛騨乗越 - 大喰岳 - 中岳 - 天狗原分岐 - 南岳
槍ヶ岳へは上高地からの横尾山荘を経由する槍沢のルート、新穂高温泉からの飛騨沢のルート、表銀座、裏銀座、西銀座ダイヤモンドコースなどの各方面からの登山道がある。また槍沢の途中で天狗原の天狗池を経て横尾尾根に合流し、その先南岳のすぐ北で飛騨山脈の主稜線に合流するルートもあり、上部の急勾配の危険箇所には鎖が設置されている。
穂高岳から縦走ルート　奥穂高岳 - 穂高岳山荘 - 涸沢岳 - 北穂高岳 - 大キレット（飛騨泣き - 長谷川ピーク - 最低コル2,748 m - 獅子鼻） - 南岳小屋 - 南岳
大キレットを経る縦走コースは、険しい岩稜を歩かなければならない難路とされている。南岳の南端は獅子鼻と呼ばれていて、北穂高岳、滝谷、大キレットなどの展望台となっている。
南岳新道からのルート　新穂高温泉 - 穂高平避難小屋 - 白出沢出合 - 滝谷出合 - 槍平小屋 - 西側尾根 - 南岳小屋 - 南岳
南岳新道とは、槍平小屋からを経て南岳小屋まで直登する急勾配のルートがある、危険箇所にはハシゴや鎖が設定されている。

### 周辺の山小屋

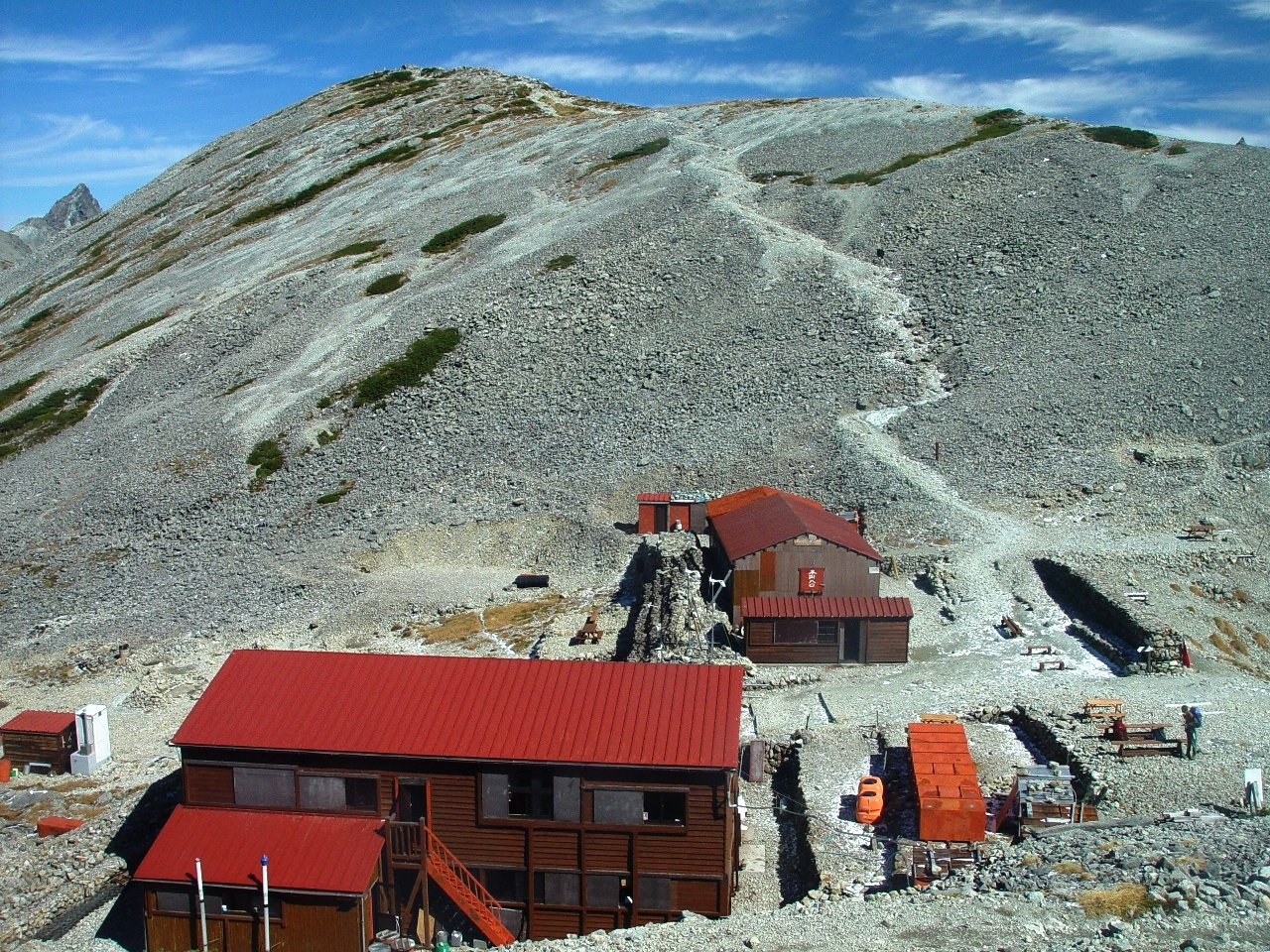
南岳小屋と南岳

周辺には以下の山小屋がある。最寄りの山小屋は、山頂直下の南200 mにある南岳小屋で、ライブカメラが設置されている。1961年（昭和36年）に営林署の「南岳避難小屋」として建設され、1986年（昭和61年）7月に営林署から譲渡され「南岳小屋」と名称を変更し、民営の山小屋となった。
| 名称         | 所在地                   | 南岳からの 方角と距離(km) | 標高 (m) | 収容人数 (人) | キャンプ 指定地 |
| ------------ | ------------------------ | ------------------------- | -------- | ------------- | --------------- |
| 槍沢ロッジ   | 槍沢の下部左岸・赤沢山南 | 東 3.0                    | 1,820    | 150           | 30～40張        |
| 槍ヶ岳山荘   | 槍ヶ岳山頂直下南側の肩   | 北 2.5                    | 3,060    | 650           | 30張            |
| 殺生ヒュッテ | 山頂直下の槍沢上部       | 北 2.2                    | 2,910    | 100           | 50張            |
| ヒュッテ大槍 | 東鎌尾根・雷鳥平         | 北 2.2                    | 2,870    | 100           | なし            |
| 槍平小屋     | 右俣谷の南岳新道取付     | 西北西 2.0                | 1,990    | 80            | 50張            |
| 南岳小屋     | 南岳南直下               | 南 0.2                    | 2,970    | 80            | 30～40張        |
| 北穂高小屋   | 北穂高岳北峰             | 南 1.7                    | 3,100    | 80            | 20張            |

## 地理

### 周辺の山
飛騨山脈の主稜線にある。山頂のすぐ北から東に横尾尾根が延び、南からも東に東尾根がある。両者の尾根の間に位置する東斜面に、圏谷（カール）地形がある。

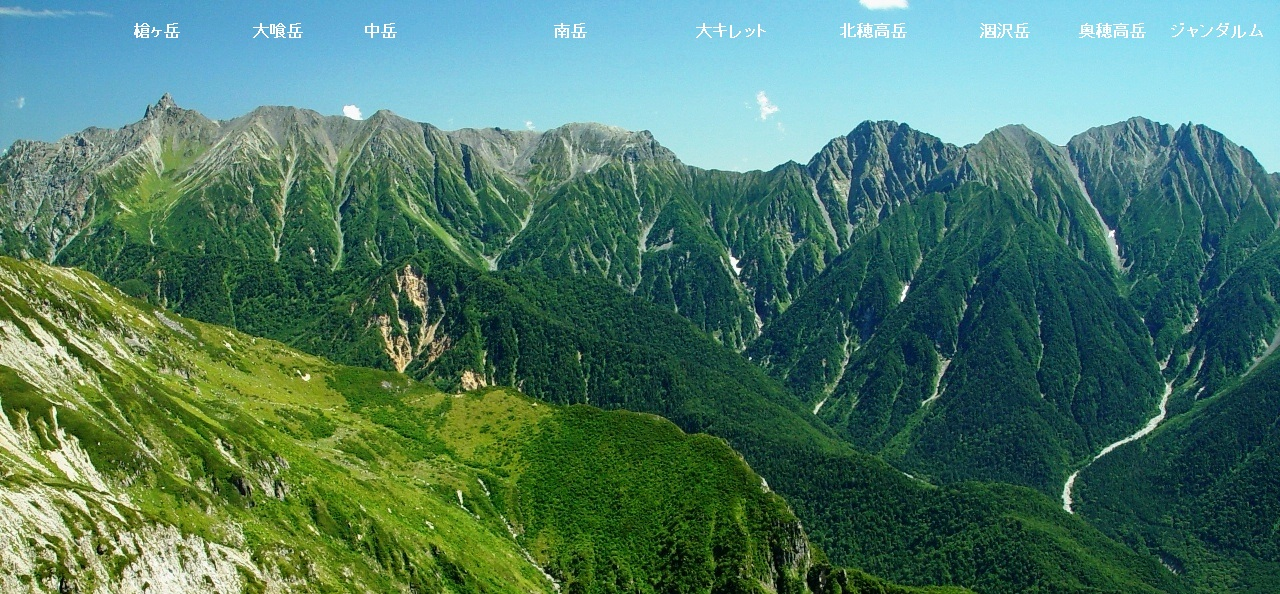
南岳周辺の山（笠ヶ岳方面から望む）

| 山容 | 名称     | 標高 (m) | 三角点等級 基準点名             | 南岳からの 方角と距離(km) | 備考                                |
| ---- | -------- | -------- | ------------------------------- | ------------------------- | ----------------------------------- |
|      | 西岳     | 2,758    |                                 | 北東 3.2                  |                                     |
|      | 奥丸山   | 2,439.46 | 三等 「犬公望」                 | 西 2.9                    |                                     |
|      | 槍ヶ岳   | 3,180    |                                 | 北 2.6                    | 槍ヶ岳山荘 日本百名山               |
|      | 大喰岳   | 3,101    |                                 | 北 1.9                    |                                     |
|      | 中岳     | 3,084    |                                 | 北 1.2                    |                                     |
|      | 南岳     | 3,032.88 | 三等 「北穂高」                 | 0                         | 日本で17位の高峰 南岳小屋、南岳新道 |
|      | 北穂高岳 | 3,106    |                                 | 南 1.8                    |                                     |
|      | 涸沢岳   | 3,110    | （三等、3,103.08 m） 「奥穂高」 | 南 2.6                    |                                     |
|      | 奥穂高岳 | 3,190    |                                 | 南 3.3                    | 飛騨山脈の最高峰 日本百名山         |

### 源流の河川
源流となる以下の河川は日本海へ流れる。
- 横尾谷（梓川の支流）
- 蒲田川の南沢（高原川の支流）

## 南岳の風景
|                      |                    |                              |                          |
| 大天井岳から望む南岳 | 山頂から望む常念岳 | 山頂から望む南岳小屋と穂高岳 | 獅子鼻から望む大キレット |

## 関連図書
- 『3000m峰21座ルートガイド』学習研究社、2007年9月。ISBN 9784054033955。
- 『槍・穂高連峰』山と溪谷社〈ヤマケイ アルペンガイド7〉、2008年5月。ISBN 9784635013512。
- 『改訂新版 岐阜県の山』山と溪谷社〈新・分県登山ガイド 改訂版20〉、2009年12月、pp.70-71頁。ISBN 9784635023702。
- 『中高年のための日本の三千メートル峰』ペガサス、2010年5月。ISBN 9784893320582。